# Paul McKenna (calciatore)
Paul Stephen McKenna (Chorley, 20 ottobre 1977) è un ex calciatore inglese, di ruolo centrocampista.

## Carriera
Dopo una militanza ultradecennale nel Preston, società con la quale ha preso parte a più di 400 incontri, nel 2009 si è trasferito al Nottingham Forest.